# Szádeczky-Kardoss Lajos
Szádecsnei Szádeczky-Kardoss Lajos (Pusztafalu, 1859. április 5. – Budapest, 1935. december 29.) magyar történész, egyetemi tanár, a Magyar Tudományos Akadémia rendes tagja (1909). Szádeczky-Kardoss Gyula bátyja.
Kutatási területe: Erdély 16–17. századi története, a székelység története és a törökországi magyar emlékek.

## Élete
A nemesi származású szádecsnei Szádeczky-Kardoss család sarja. Édesapja szádecsnei Szádeczky Sámuel (1824–1894) evangélikus református lelkész, az 1848–49-es forradalom és szabadságharc tüzérhadnagya, édesanyja ivanóczi Kanócz Jeanette (1836–1914) volt.
1914. április 9-én I. Ferenc József magyar királytól újabb előnevet és címert kapott, és egyben engedélyt arra, hogy „Szádeczky” vezetéknevét Szádeczky-Kardosra változtassa.
Egyetemi tanulmányait Budapesten és Bécsben végezte, 1881-ben történelem–latin szakos középiskolai tanári oklevelet, 1882-ben bölcsészdoktori diplomát szerzett. A budapesti Egyetemi Könyvtárban kapott tisztviselői állást, itt a könyvtárosi munka mellett a magyar történelem kutatásával is foglalkozott. Tanulmányutakon vett részt még egyetemi hallgatóként (Románia, Lengyelország, 1880), majd könyvtári tisztviselőként (Bukovina, 1883). A budapesti egyetemen magántanárrá habilitálták, 1883-ban, A magyar történelem XVI. és XVII. századbeli része témakörből.
1891-ben a Kolozsvári Magyar Királyi Ferenc József Tudományegyetemen kapta meg a Magyar Történelem katedrát, s a nyilvános rendes tanárrá való kinevezést. Kolozsvári éveiben Erdély és leginkább a székelység történelme, a hun–székely–magyar rokonság és -eredet kérdésével és II. Rákóczi Ferenc irányában végzett kutatásokat.
1895-ben tagja volt Zichy Jenő Kaukázusba, Közép-Ázsiába szervezett expedíciójának. Zichy, mivel Szádeczky kitűnő gyorsíró is volt, őt választotta az expedíció történeti feljegyzéseinek, néprajzi tanulmányainak és útinaplójának vezetésére. Az útinaplót gyorsírásból Schelken Pálma, Kosztolányi Dezső, Szabó Lőrinc és gyorsírásos kézirat számos más megfejtője tette át magyar nyelvre, és jelentette meg, 2002-ben.
Törökországban (1903) tett tanulmányutakat, majd vilniusi, román és lengyel levéltárakban kutatott. Számos forrásértékű kötetet tett közzé, ő volt a Székely oklevéltár szerkesztője, s a Századok című, ma is élő történelmi szakfolyóirat segédszerkesztője.
Olyan kiváló tanítványait is bevezette a történetírás rejtelmeibe, mint Kelemen Lajos és Veress Endre.
Széles körű nemzetközi szakmai kapcsolatokkal rendelkezett, munkássága hazájában és külföldön egyaránt ismert és elismert volt. 1888-ban az MTA levelező, 1909-ben rendes tagjává választották. A vesztes első világháború véget vetett oktatói és kutatói munkájának a megszűnt kolozsvári magyar egyetemen. Ő is menekülni kényszerült, 1921-től 1929-ig a Szegedre telepített Ferenc József Tudományegyetem Magyar Történelmi Intézetét vezette, az ugyancsak Erdélyből menekült Márki Sándor pedig az Egyetemes Történelmi Intézetet, Erdélyi Lászlóé a Művelődéstörténeti Intézet lett, lényegében a volt kolozsvári intézményszervezésnek megfelelően. Szádeczky 1920–1922 között Hódmezővásárhely kormánypárti országgyűlési képviselője volt.
Szádeczky-Kardoss Lajos szegedi évei alatt, 1927-ben került kiadásra A székely nemzet története és alkotmánya c. monográfiája, mely több évtizedes kutatómunka eredménye. 70 éves korában, 1930. október 30-án nyugdíjazták.

## Házassága és gyermekei
Feleségül vette farkaslaki Hincs Máriát (1862–1943), farkaslaki Hincs Miklós (1819–1887), királyi táblai hites ügyvéd, a gróf széki Teleki család jószágigazgatója, táblabíró, és Kalke Károlina (1820–1882) lányát. A házasságukból született:
- Dr. Szádeczky-Kardoss Lajos (1886–1962), jogász, nyugalmazott ítélőtáblai bíró, ügyész. Felesége Fromm Ilona
- Szádeczky-Kardoss Margit (1894–1978), első férje dömsödi és hajósi Hajós Iván (1893–1918), huszár főhadnagy, majd Bánhegyi István (1885–1965) MÁV-főigazgató felesége.[8]
- szádecsnei Szádeczky Mária (1888-1912), kis- és nagypirithi dr. Hagymássy Dénes ügyvéd felesége.
- Szádeczky-Kardoss István (1889-1918), m. kir. tüzérhadnagy, a párizsi Crédit Lyonnais bankhivatalnoka.
- Szádecsnei Szádeczky Ilona (1891–1892)

## Művei (válogatás)

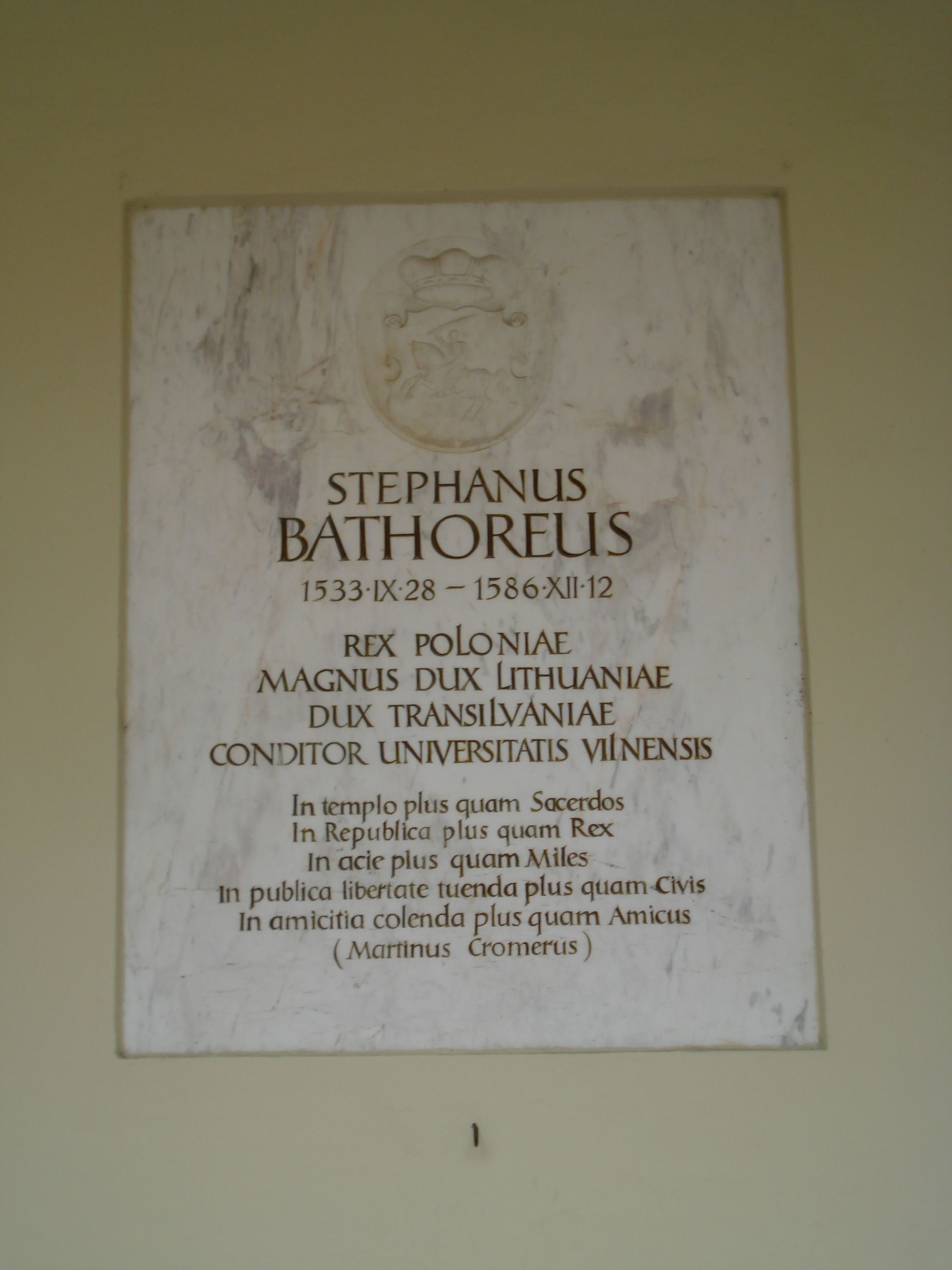
Báthory István erdélyi fejedelem emléktáblája az általa, 1579-ben alapított Vilniusi Egyetem falán

- Mihály havasalföldi vajda Erdélyben: 1599–1601. Budapest, 1882
- Báthori Zsigmondné Mária Krisztierna. Budapest, 1883
- Báthory István lengyel királlyá választása : 1574–76. Budapest, 1887. 454 o.
- Kornyáti Békés Gáspár : 1520-1579. Budapest, 1887
- Izabella és János Zsigmond Lengyelországban: 1552-1556. Budapest, 1888
- A céhek történetéről Magyarországon. Budapest, 1889. 152 o.
- Kovacsóczy Farkas 1576-1594. Budapest, 1891
- Szerémi György élete és emlékiratai. Budapest, 1892. 46 o.
- Szerémi emlékirata kiadásának hiányai: a bécsi codex alapján. Budapest, 1892
- Fogaras vára és uradalma. Budapest, 1892
- Erdély és Mihály vajda története : 1595–1601. Temesvár, 1893. 612 o.
- Udvarhely vármegye története: 1691–1848. Budapest, 1901. 583 o.
- Konstantinápoly és magyar emlékei. Budapest, 1903. 115 o.
- Br. Apor Péter verses művei és levelei : 1676-1752. Szerk. Budapest, 1903
- A csiki székely krónika. Budapest, 1905. 252 o.
- A székely határőrség szervezése. Budapest, 1908. 879 o.
- Még egyszer a csíki székely krónikáról. Budapest, 1911
- Iparfejlődés és céhek története Magyarországon : 1307-1848. 1-2. köt. Budapest, 1913. 376 o.
- Przemysltől Breszt-Litowszkig. Budapest, 1916
- A székely nemzet története és alkotmánya. Budapest, 1927. 400 o.[9]
- A magyarországi pénzintézetek fejlődése. Budapest, 1928
- Zichy-expedíció. Kaukázus, Közép-Ázsia, 1895. Szádeczky-Kardoss Lajos útinaplója; gyorsírásból megfejtette Schelken Pálma, szerk. Erdélyi István, Joó István; Magyar Őstörténeti Kutató és Kiadó Kft., Budapest, 2000 (A magyarság keleti gyökerei könyvsorozat)

## Társasági tagság
- Magyar Történelmi Társulat (másodtitkár)
- Magyar Mickiewicz Társaság[10]
- Dugonics Társaság

## Elismerések
- Vilniusi Tudományos Társaság tiszteletbeli tagja
- Krakkói Lengyel Akadémia kültagja (1926-)